# 表達法
《表達法》（the VOICE Act），全名《伊朗戒嚴令受害者保護法》（Victims of Iranian Censorship Act），是《2010財政年度美國國防授權法》中的第十二編第四章的條文，於2009年10月28日總統簽署公佈。
2010年一月，美國國務卿希拉里·克林顿，根據《表達法》的立法精神，在華盛頓哥倫比亞特區新聞博物館（Newseum）發表公開演說《論自由》，強調：
「但是，對一個人人都享有言論表達自由、信仰自由、免於匱乏、免於恐懼的世界的憧憬，衝破了他那個時代的重重困難。[…] 今天，我們迫切需要在二十一世紀的電子世界中保護這些自由。世界上有許多其他的網路，有些幫助人員或資源的流動，有些輔助志同道合的個人之間的交流。但網際網路是增強所有其他網路的能力和潛力的一個網路，因此，我們認為確保其使用者享有某些基本自由，至關重要。其中最重要的是言論表達自由。」
2010年四月，美國總統贝拉克·奥巴马簽核一份關於伊朗網路自由的調查報告。《表達法》在美國的內政和外交方針上均獲得落實。
關於其他國家類似美國《表達法》，保護言論自由、甚至網路自由的法律，散見各國憲法、刑法、民法、資訊法等。

## 外部連結
- 绕过网络审查(英文) （页面存档备份，存于）
- 开放网络运动 （页面存档备份，存于）
- 国际自由交换意见组织 检测世界范围内的互联网审查状况